# جوديث كاتلر
جوديث كاتلر (بالإنجليزية: Judith Cutler)‏ هي كاتِبة بريطانية، ولدت في 1946 في Black Country ‏ في المملكة المتحدة.